# مدیناسلی
مدیناسلی (به اسپانیایی: Medinaceli) یک دهستان در اسپانیا است که در سریا واقع شده‌است.

## خصوصیات
مدیناسلی ۲۰۵٫۳۷ کیلومترمربع مساحت و ۸۰۴ نفر جمعیت دارد و ۱٬۰۹۲ متر بالاتر از سطح دریا واقع شده‌است.